# Primer Ministre d'Islàndia
El Primer Ministre d'Islàndia (islandès: Forsætisráðherra Íslands) és el cap de govern d'aquest país. El primer ministre és formalment nomenat pel President i exerceix el poder executiu juntament amb el seu gabinet, que està subjecte a suport parlamentari.

## Llista de Primers Ministres d'Islàndia

### Sota elHome Rulede Dinamarca (1904-1917)
| Primer Ministre  | Inici del mandat     | Fi del mandat        | Partit       | Partits en el Govern |
| Hannes Hafstein  | 1 de febrer de 1904  | 31 de març de 1909   | HP           | HP                   |
| Björn Jónsson    | 31 de març de 1909   | 14 de març de 1911   | API          | API                  |
| Kristján Jónsson | 14 de març de 1911   | 24 de juliol de 1912 | Sense partit | Sense partit         |
| Hannes Hafstein  | 24 de juliol de 1912 | 21 de juliol de 1914 | PU           | PU                   |
| Sigurður Eggerz  | 21 de juliol de 1914 | 4 de maig de 1915    | API          | API                  |
| Einar Arnórsson  | 4 de maig de 1915    | 4 de gener de 1917   | API þversum  | API þversum          |

### Des de 1917
| #   | Primer ministre              | Inici del mandat       | Fi del mandat          | Partit                     | Partits en el Govern              |
| 1.  | Jón Magnússon                | 4 de gener de 1917     | 25 de febrer de 1920   | Partit de l'Autogovern     | HP/API langsum/PP                 |
| 1.  | Jón Magnússon                | 25 de febrer de 1920   | 7 de març de 1922      | Partit de l'Autonomia      | HP/Sense Partit                   |
| 2.  | Sigurður Eggerz              | 7 de març de 1922      | 22 de març de 1924     | API                        | API/Sense Partit                  |
| 1.  | Jón Magnússon                | 22 de març de 1924     | 23 de juny de 1926     | Partit Conservador         | PC                                |
| 3.  | Magnús Guðmundsson           | 23 de juny de 1926     | 8 de juliol de 1926    | Partit Conservador         | PC                                |
| 4.  | Jón Þorláksson               | 8 de juliol de 1926    | 28 d'agost de 1927     | Partit Conservador         | PC                                |
| 5.  | Tryggvi Þórhallsson          | 28 d'agost de 1927     | 3 de juny de 1932      | Partit Progressista        | PP                                |
| 6.  | Ásgeir Ásgeirsson            | 3 de juny de 1932      | 28 de juliol de 1934   | Partit Progressista        | PP/PI                             |
| 7.  | Hermann Jónasson             | 28 de juliol de 1934   | 2 d'abril de 1938      | Partit Progressista        | PP/SD                             |
| 7.  | Hermann Jónasson             | 2 d'abril de 1938      | 17 d'abril de 1939     | Partit Progressista        | PP                                |
| 7.  | Hermann Jónasson             | 17 d'abril de 1939     | 18 de novembre de 1941 | Partit Progressista        | PP/PI/SD                          |
| 7.  | Hermann Jónasson             | 18 de novembre de 1941 | 16 de maig de 1942     | Partit Progressista        | PP/PI/SD                          |
| 8.  | Ólafur Thors                 | 16 de maig de 1942     | 16 de desembre de 1942 | Partit de la Independència | PI                                |
| 9.  | Björn Þórðarson              | 16 de desembre de 1942 | 21 d'octubre de 1944   | Sense Partit               | Sense Partit                      |
| 8.  | Ólafur Thors                 | 21 d'octubre de 1944   | 4 de febrer de 1947    | Partit de la Independència | PI/SD/PS                          |
| 10. | Stefán Jóhann Stefánsson     | 4 de febrer de 1947    | 6 de desembre de 1949  | Partit Socialdemòcrata     | SD/PI/PP                          |
| 8.  | Ólafur Thors                 | 6 de desembre de 1949  | 14 de març de 1950     | Partit de la Independència | PI                                |
| 11. | Steingrímur Steinþórsson     | 14 de març de 1950     | 11 de setembre de 1953 | Partit Progressista        | PP/PI                             |
| 8.  | Ólafur Thors                 | 11 de setembre de 1953 | 24 de juliol de 1956   | Partit de la Independència | PI/PP                             |
| 7.  | Hermann Jónasson             | 24 de juliol de 1956   | 23 de desembre de 1958 | Partit Progressista        | PP/SD/AG                          |
| 12. | Emil Jónsson                 | 23 de desembre de 1958 | 20 de novembre de 1959 | Partit Socialdemòcrata     | SD                                |
| 8.  | Ólafur Thors                 | 20 de novembre de 1959 | 14 de novembre de 1963 | Partit de la Independència | [PI/SD                            |
| 13. | Bjarni Benediktsson          | 14 de novembre de 1963 | 10 de juliol de 1970   | Partit de la Independència | PI/SD                             |
| 14. | Jóhann Hafstein              | 10 de juliol de 1970   | 14 de juliol de 1971   | Partit de la Independència | PI/SD                             |
| 15. | Ólafur Jóhannesson           | 14 de juliol de 1971   | 28 d'agost de 1974     | Partit Progressista        | PP/AG/LI                          |
| 16. | Geir Hallgrímsson            | 28 d'agost de 1974     | 1 de setembre de 1978  | Partit de la Independència | PI/PP                             |
| 15. | Ólafur Jóhannesson           | 1 de setembre de 1978  | 15 d'octubre de 1979   | Partit Progressista        | PP/SD/AG                          |
| 17. | Benedikt Gröndal             | 15 d'octubre de 1979   | 8 de febrer de 1980    | Partit Socialdemòcrata     | SD                                |
| 18. | Gunnar Thoroddsen            | 8 de febrer de 1980    | 26 de maig de 1983     | Partit de la Independència | PI (renuncià posteriorment)/PP/AG |
| 19. | Steingrímur Hermannsson      | 26 de maig de 1983     | 8 de juliol de 1987    | Partit Progressista        | PP/PI                             |
| 20. | Þorsteinn Pálsson            | 8 de juliol de 1987    | 28 de setembre de 1988 | Partit de la Independència | PI/PP/SD                          |
| 19. | Steingrímur Hermannsson      | 28 de setembre de 1988 | 10 de setembre de 1989 | Partit Progressista        | PP/SD/AG                          |
| 19. | Steingrímur Hermannsson      | 10 de setembre de 1989 | 30 d'abril de 1991     | Partit Progressista        | PP/SD/AG/PCi                      |
| 21. | Davíð Oddsson                | 30 d'abril de 1991     | 23 d'abril de 1995     | Partit de la Independència | PI/SD                             |
| 21. | Davíð Oddsson                | 23 d'abril de 1995     | 28 de maig de 1999     | Partit de la Independència | PI/PP                             |
| 21. | Davíð Oddsson                | 28 de maig de 1999     | 23 de maig de 2003     | Partit de la Independència | PI/PP                             |
| 21. | Davíð Oddsson                | 23 de maig de 2003     | 15 de setembre de 2004 | Partit de la Independència | PI/PP                             |
| 22. | Halldór Ásgrímsson           | 15 de setembre de 2004 | 15 de juny de 2006     | Partit Progressista        | PP/PI                             |
| 23. | Geir Haarde                  | 15 de juny de 2006     | 24 de maig de 2007     | Partit de la Independència | PI/PP                             |
| 23. | Geir Haarde                  | 24 de maig de 2007     | 1 de febrer de 2009    | Partit de la Independència | PI/AS                             |
| 24. | Jóhanna Sigurðardóttir       | 1 de febrer de 2009    | 23 de maig de 2013     | Aliança Socialdemòcrata    | AS/MEV                            |
| 25. | Sigmundur Davíð Gunnlaugsson | 23 de maig de 2013     | 7 d'abril de 2016      | Partit Progressista        | PP/PI                             |
| 26. | Sigurður Ingi Jóhannsson     | 7 d'abril de 2016      | 11 de gener de 2017    | Partit Progressista        | PP/PI                             |
| 27. | Bjarni Benediktsson          | 11 de gener de 2017    | 30 de novembre de 2017 | Partit de la Independència | PI–PR–BF                          |
| 28. | Katrín Jakobsdóttir          | 30 de novembre de 2017 | En el càrrec           | Moviment d'Esquerra-Verd   | MEV–PI–PP                         |

## Abreviatures
- AG: L'Aliança de la Gent (Alþýðubandalagið). Desaparegut.
- ASD: Aliança Socialdemòcrata (Samfylkingin).
- API: L'antic Partit de la Independència (no té cap relació amb l'actual). De la seva divisió aparegueren dues fraccions del partit original: API langsum i API þversum. Desaparegut.
- HP: Partit de l'Autonomia (Heimastjórnarflokkurinn). Desaparegut.
- LI: Associació de Liberals i Esquerranss (Samtök frjálslyndra og vinstri manna). Desaparegut.
- MIV: Moviment d'Esquerra-Verd (Vinstri hreyfingin - grænt framboð)
- PC: Partit Conservador (Íhaldsflokkurinn). Desaparegut.
- PCi: Partit dels Ciutadans (Borgaraflokkurinn). Desaparegut.
- PI: Partit de la Independència (Sjálfstæðisflokkurinn)
- PP: Partit Progressista (Framsóknarflokkurinn).
- PS: Socialistes (Sósíalistaflokkurinn). Desaparegut.
- PU: Partit de la Unió. (Sambandsflokkurinn). Desaparegut.
- SD: Socialdemòcrates (Alþýðuflokkurinn). Desaparegut.